# Metal Heart
| 전문가 평가                      | 전문가 평가 |
| 평가 점수                        | 평가 점수   |
| 출처                             | 점수        |
| -------------------------------- | ----------- |
| AllMusic                         | [ 1 ]       |
| Collector's Guide to Heavy Metal | 9/10        |

《Metal Heart》는 1985년에 발매된 독일의 헤비 메탈 밴드 억셉트의 여섯 번째 스튜디오 음반이다. 이 그룹은 이전에 더크스 스튜디오에서 녹음한 적이 있지만, 디터 더크스가 직접 프로듀싱한 첫 번째 음반이었다. 이 곡은 헤르만 프랑크가 그의 후임으로 있는 가운데 기타리스트 외르크 피셔가 2년 만에 복귀한 것이다. 이 음반은 좀 더 접근하기 쉬운 곡예와 후크와 멜로디에 중점을 두고 수익성이 높은 미국 시장을 공략하기 위한 신중한 시도였다. 비록 그 당시에 비판적으로 비판받았지만, 오늘날 《Metal Heart》는 종종 팬들에 의해 그 밴드의 최고의 음반들 중 하나로 여겨진다. 이 곡에는 〈Metal Heart〉와 〈Living for Tonite〉와 같은 클래식 곡들이 포함되어 있다. 밴드는 또한 특이한 곡 〈Teach Us to Survive〉로 재즈 메탈 영역으로 우회한다.

## 배경
울프 호프만은 "우리는 누군가가 인공 심장을 수술하고 있다는 기사를 읽었고 언젠가는 모든 사람들이 컴퓨터화된 심장을 갖게 될 것이다"라고 음반의 컨셉을 설명했다. 그것은, 일반적인 용어로, 어떻게 점점 더 많은 인류가 일상 생활에서 빠져나와 점점 더 기계로 대체되는지에 대해 이야기 했다. 지금은 새로운 것이 아니지만, 그때는 새로운 것이었다. 인간과 기계의 대결은 이 음반의 일반적인 분위기였다. 오리지널 커버 컨셉은 예산상의 고려가 전통적인 커버가 될 때까지 《Metal Heart》의 홀로그램에 대한 것이었다. 그러나 이 음반의 미래지향적인 주제에 걸맞게, 《Metal Heart》는 디지털 방식으로 마스터된 최초의 억셉트 음반이었다.
한 마약상의 이야기를 다룬 〈Midnight Mover〉는 음반에서 더 상업적인 곡들 중 하나이며, 10년 내내 총알 타임 촬영 기법을 예상하는 기억에 남을 만한 뮤직 비디오에 선정되었다. "다시 우리 시대를 바로 앞질러!"라고 호프만은 농담을 한다.
이 음반은 상업적으로 더 매력적인 사운드에도 불구하고 전작인 《Balls to the Wall》의 미국 판매량에는 미치지 못했다. 우도 디르크슈나이더는 《Metal Heart》 시대의 《Breaker》를 밴드가 가장 잘 어울렸던 시기로 기억한다. 따라서 이것은 곧 밴드의 결속력에 균열이 나타나기 때문에 억셉트의 황금 시대의 마지막 음반이 될 것이다.

## 곡 목록
모든 곡들은 억셉트와 개비 호프만에 의해 작사/작곡하였다.
| #  | 제목                          | 재생 시간 |
| -- | ----------------------------- | --------- |
| 1. | 〈Metal Heart〉               | 5:25      |
| 2. | 〈Midnight Mover〉            | 3:07      |
| 3. | 〈Up to the Limit〉           | 4:45      |
| 4. | 〈Wrong Is Right〉            | 3:08      |
| 5. | 〈Screaming for a Love-Bite〉 | 4:05      |

| #   | 제목                         | 재생 시간 |
| --- | ---------------------------- | --------- |
| 6.  | 〈Too High to Get It Right〉 | 3:47      |
| 7.  | 〈Dogs on Leads〉            | 4:24      |
| 8.  | 〈Teach Us to Survive〉      | 3:33      |
| 9.  | 〈Living for Tonite〉        | 3:34      |
| 10. | 〈Bound to Fail〉            | 5:05      |